# Araber in Deutschland
Als Araber in Deutschland werden Menschen bezeichnet, die aus arabischsprachigen Ländern stammen und in Deutschland ihren Wohnsitz haben. Im weiteren Sinne umfasst der Begriff auch Deutsche mit arabischen Vorfahren. Statistisch werden zu den Arabern in Deutschland zudem Angehörige ethnischer Minderheiten in ihrem Herkunftsland, wie etwa Berber, Aramäer und Assyrer, Armenier, Dom, Kurden oder Turkmenen gezählt.

## Geschichte

### Bildungs- und Arbeitsmigration

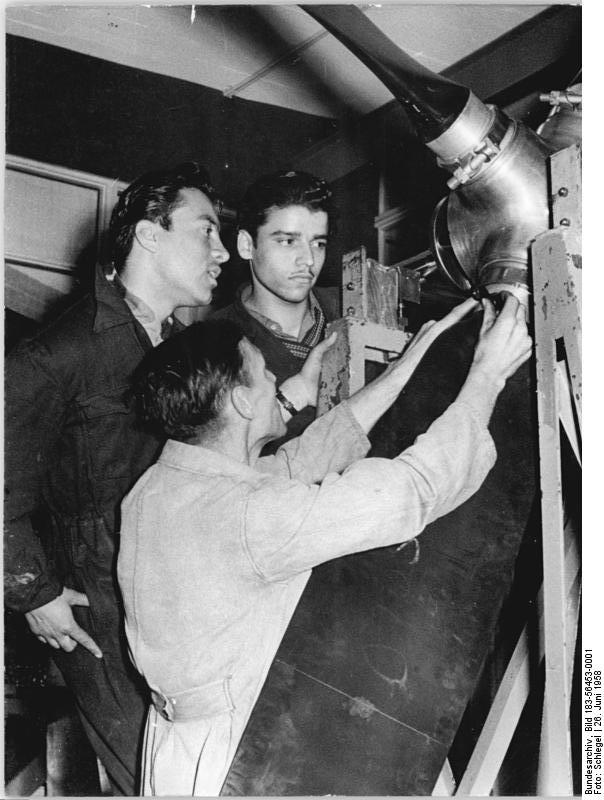
Arabische Studenten aus dem Libanon an der Technischen Universität in Dresden (DDR), 1958

Die ersten Araber, die nach dem Zweiten Weltkrieg als Studenten in die Bundesrepublik Deutschland und die DDR kamen, waren fast ausschließlich Männer. Eine beträchtliche Anzahl von ihnen ist nach dem Studium verblieben und unter ihnen sind viele binationale Ehen entstanden, meist mit deutschen Frauen. Im Jahre 1966 wurde die Deutsch-Arabische Gesellschaft (DAG) gegründet, die zum Ziel hat, die deutsch-arabischen Beziehungen sowohl in politischer und wirtschaftlicher als auch in kultureller Hinsicht auszubauen und zu verbessern.
Während der Wirtschaftswunderzeit in den 1950er und 1960er Jahren wurden in der Bundesrepublik dringend Arbeiter gesucht. Nach Anwerbeabkommen mit Italien, Griechenland, Jugoslawien, Portugal, Spanien, Südkorea und der Türkei schloss die deutsche Regierung entsprechende Verträge mit den arabischen Staaten Marokko im Jahr 1963 und 1965 mit Tunesien. Zunächst war nicht daran gedacht, dass die als Gastarbeiter bezeichneten Arbeitskräfte dauerhaft in Deutschland bleiben sollten. Sie arbeiteten hauptsächlich in der Eisen- und Stahlindustrie sowie in der Bauwirtschaft. Im Laufe der folgenden Jahre, nach dem Anwerbestopp 1973, zogen Frauen und Kinder nach. Inzwischen gibt es Urenkel der ersten Migrantengeneration, die marokkanische oder tunesische Staatsbürger sind, obwohl bereits ihre Eltern in Deutschland geboren wurden.
Auch in der DDR herrschte ab den 1950er Jahren Mangel an einheimischen Arbeitskräften. Ab den 1960er Jahren holte man Arbeiter aus damals sozialistischen Ländern wie Kuba, Ungarn, Vietnam, der Volksrepublik Mosambik und der Volksrepublik Polen, später auch Arbeiter aus den arabischen Staaten Algerien und Syrien. Viele der als Vertragsarbeiter bezeichneten Arbeitskräfte verließen Deutschland nach der Wiedervereinigung.

### Kriegsflucht
Die Kriegsflüchtlinge stellen die größte Gruppe unter den Arabern. Sie kamen vor allem nach 1975 während des libanesischen Bürgerkriegs und nach der Machtübernahme Iraks durch Saddam Hussein im Jahr 1979 als Asylbewerber in die Bundesrepublik Deutschland. Die Einreise erfolgte zumeist illegal über Ostberlin; die Flüchtlinge erhielten am Flughafen Schönefeld ein Transitvisum für die DDR und fuhren mit der S-Bahn nach West-Berlin weiter, wo sie einen Asylantrag stellten. Die westdeutschen Behörden kontrollierten die Grenzen aufgrund des Berliner Sonderstatus nicht. In den Statistiken wurden auch verfolgte Kurden als „Staatsbürger des Irak“ erfasst, so dass sich aus ihnen nicht ergibt, wie viele Araber aus dem Irak flohen. Seit Ende der 1980er Jahre kamen Flüchtlinge aus Somalia, bedingt durch den Bürgerkrieg. Ob diese Flüchtlinge entsprechend dem Selbstbild vieler Somali als Araber gelten sollen, ist allerdings umstritten. Auch Algerier kamen in den 1990er Jahren als Asylbewerber nach Deutschland infolge des Bürgerkriegs. In den 2000er Jahren während der Besetzung des Irak kamen weitere Flüchtlinge nach Deutschland. Außerdem kamen aufgrund des syrischen Bürgerkriegs nach 2011 und des seit 2014 andauernden irakischen Bürgerkriegs zahlreiche Flüchtlinge aus diesen Ländern.

## Demografie

Regionale Verteilung der Staatsbürger arabischer Länder 2022

Die Araber in Deutschland stellen keine homogene Gruppe dar, da sie aus unterschiedlichen arabischen Ländern stammen. Sie bringen unterschiedliche Kulturen mit und sprechen unterschiedliche arabische Dialekte. Dabei ist zu bemerken, dass die Migranten aus dem Maghreb, vor allem aus Marokko und Algerien, teilweise auch berberische Muttersprachler sind. Streng genommen dürfte man Abkömmlinge indigener Völker nur dann als „Araber“ bezeichnen, wenn sie sich vor der Migration hinreichend an die sie umgebende arabische Kultur assimiliert haben.
Die offizielle Zahl der in Deutschland lebenden Staatsbürger arabischer Länder betrug Ende Dezember 2023 1.597.075 Personen. Schätzungsweise 2,5 Millionen Menschen mit Migrationshintergrund haben ihre familiären Wurzeln in den arabischen Staaten.

### Zahlen für Berlin
Ende Dezember 2023 lebten in Berlin 182.635 Personen mit einem arabischen Migrationshintergrund. Das Herkunftsland, aus dem die meisten Berliner mit einem arabischen Migrationshintergrund stammen, ist Syrien mit 59.871 Personen, gefolgt vom Libanon mit 32.797 Personen.

### Zahl der Staatsbürger arabischer Länder in Deutschland
- 1995: 260.7841[4]
- 2000: 303.7451[4]
- 2005: 288.9361[4]
- 2010: 287.8021[4]
- 2015: 762.498[4]
- 2020: 1.401.950[4]

1 einschließlich Südsudan

## Religionszugehörigkeit
Die meisten Araber in Deutschland sind Muslime. Unter ihnen bilden Sunniten die Mehrheit, aber auch Zwölfer-Schiiten sind vertreten. Daneben finden sich auch Christen verschiedener Kirchen (u. a. 40.000 bis 50.000 Römisch-Orthodoxe, 17.000 bis 18.000 Chaldäer, 10.000 Kopten, 10.000 Ostsyrer und 8.000 Maroniten) sowie Alawiten, Drusen, Ismailiten, Juden und Mandäer. Daneben sind jedoch auch manche arabischstämmige Menschen konfessionslos oder sie praktizieren keine Religion.

## Medien
Seit Beginn der Migration etablierten sich Medien in Deutschland, die die Bedürfnisse der jeweiligen Gruppe auch in den Muttersprachen von Migranten bedienen. Dabei hat sich die Anzahl und Rolle der Medien stark geändert. Am Anfang standen die Angebote der öffentlich-rechtlichen Rundfunkanstalten. Seit Ende der 1980er Jahre konnten sich im Zuge der Kabel- und Satellitentechnik Privatsender aus den arabischen Ländern etablieren, mit einem reichen Angebot an Nachrichten- und Talksendungen, Serien und arabischen Filmen. Gerade die dritte Generation greift verstärkt auf das Internet zurück.
Neben anderen öffentlichen Persönlichkeiten ist Dunja Hayali als deutsche Journalistin bekannt. Ihre Eltern stammen aus dem Irak; sie selbst wurde in Deutschland geboren.

### Araber aus dem Maghreb
- Beatrix Pfleiderer-Becker: Tunesische Arbeitnehmer in Deutschland. Eine ethnologische Feldstudie über die Beziehungen zwischen sozialem Wandel in Tunesien und der Auslandstätigkeit tunesischer Arbeitnehmer. Verlag für Entwicklungspolitik, Saarbrücken 1978, ISBN 3-8815-6105-6
- Renate Plücken-Opolka: Zur sozialen Lage marokkanischer Familien in der Bundesrepublik Deutschland. Eine Dokumentation des Ausländerreferats des Kreisverbandes Düsseldorf der Arbeiterwohlfahrt. EXpress Edition, Berlin 1985, ISBN 3-8854-8356-4